# THX
THX és la marca registrada d'un estàndard de reproducció de so d'alta fidelitat per als cinemes i pantalles de reproducció d'imatge, així de com ordinadors, videojocs i sistemes d'àudio per a vehicles. L'actual THX va ser creat el 2001. Rep el seu nom per Tomlinson Holman's eXperiment i apareix a la primera pel·lícula de George Lucas, THX 1138. Va ser desenvolupat per Tomlinson Holman per a la companya de Lucas, Lucasfilm, en 1983 per a assegurar que la pel·lícula El retorn del Jedi gaudia d'una bona qualitat de so. El distintiu crescendo emprat en els tràilers de THX, creat pel company de Holman, en James A. Moorer, és conegut com a "Deep Note".
El sistema THX no és una tecnologia d'enregistrament, i no específica un format d'enregistrament de so: tots els formats de so, tant digitals (Dolby Digital, SDDS) com analògics (Dolby Stereo, Ultra-Stereo), poden ser mostrats en THX. És sobretot un sistema d'assegurança de qualitat.
Les sales amb certificació THX proveeixen de so de gran qualitat i entorn de reproducció controlat per a assegurar que qualsevol banda sonora cinematogràfica mesclada en THX sonarà el més fidelment possible a les intencions de l'enginyer de mescla. Les sales certificades compten amb una sèrie de requisits tècnics, requeriments arquitectònics que inclouen sòl flotant, parets amb un correcte tractament acústic, l'absència de parets paral·leles, una pantalla perforada per a permetre centrar la continuïtat del canal, i la classificació NC30 per al soroll de fons.

## Aplicacions

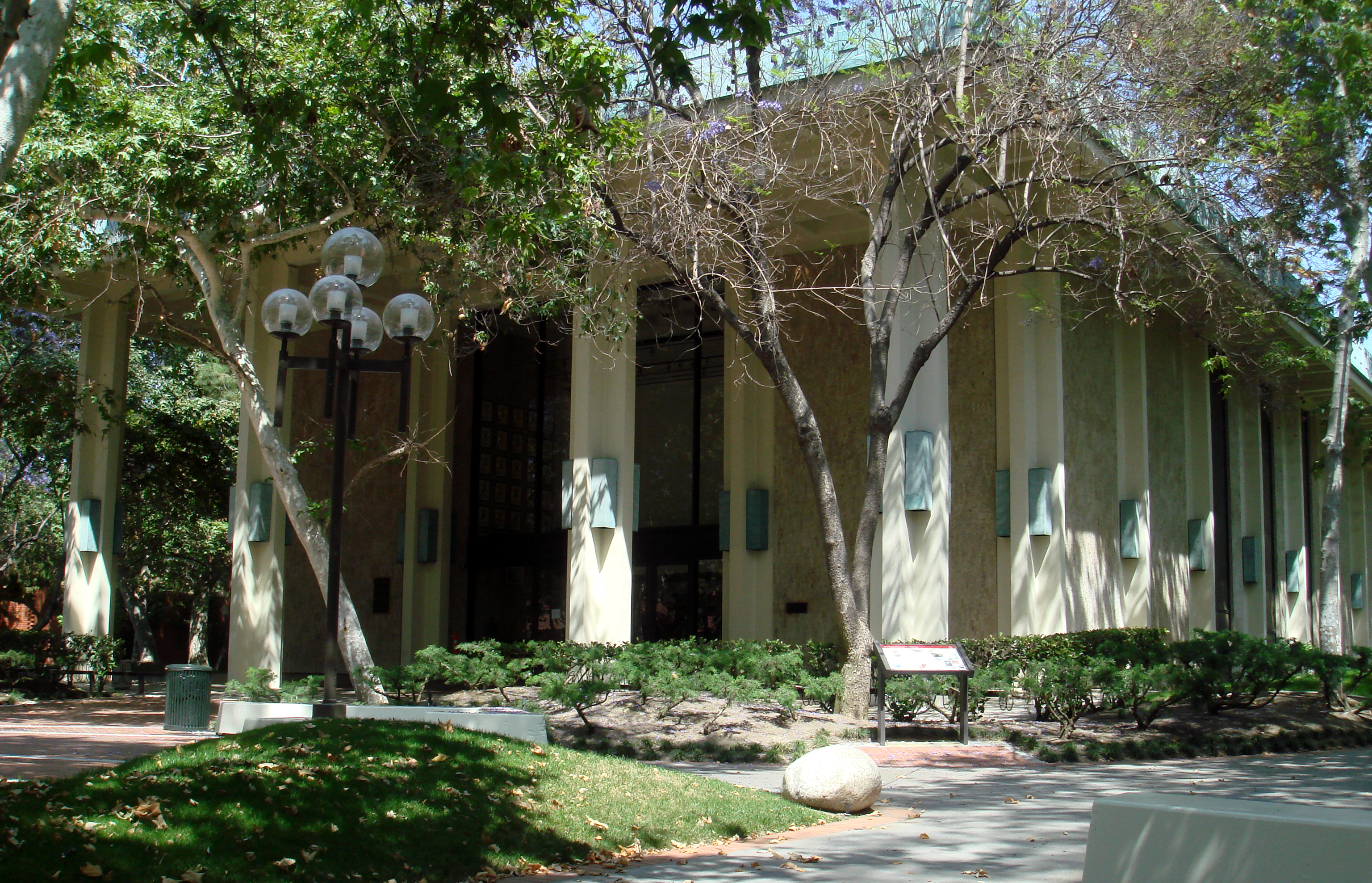
Norris Cinema Theatre, al campus de la Univ. de Southern California, on el THX va ser desenvolupat.

La primera sala que va emprar THX va ser a la Universitat del Sud de Califòrnia. Actualment, la sala THX més gran del món és el Colosseum Kino a Oslo.
El THX marca un estricte estàndard per a imatges i so d'alta qualitat.
D'acord amb Tomlinson Holman, el seu inventor, el nom de la tecnologia va ser triat deliberadament perquè conté ambdues referències al seu nom, i a la primera pel·lícula de George Lucas, THX 1138. El nom original va ser "Tom Holman's Crossover" (Crossover de vegades és abreviat com Xover) o 
"Tom Holman eXperiment".
THX Ltd., la companyia que atorga les llicències THX i la seua tecnologia associada, està establerta a San Rafael (Califòrnia), amb oficines a Burbank i Hollywood.
THX va llançar un programa de certificació per a productes de vídeo d'Alta Definició per a assegurar els estàndards de qualitat en projectors HD, LCD, DVR i pantalles de plasma. El TiVo Series3 HD DVR i els projectors de Runco i Vidikron van esdevindre els primers productes amb certificat THX d'Alta Definició.
El Sistema Certificat d'Àudio per a Vehicles THX II (THX II Certified Car Audio System) pot trobar-se en nombrosos automòbils Lincoln produïts des de 2003. El sistema va ser reconegut com el Millor Sistema d'Àudio de Vehicles del 2006 pels editors de CNET.
El 2005, va iniciar un programa de llicències per a les pantalles domèstiques, que requerien uns estàndards similars als del cinema.